# Ōshū, Iwate

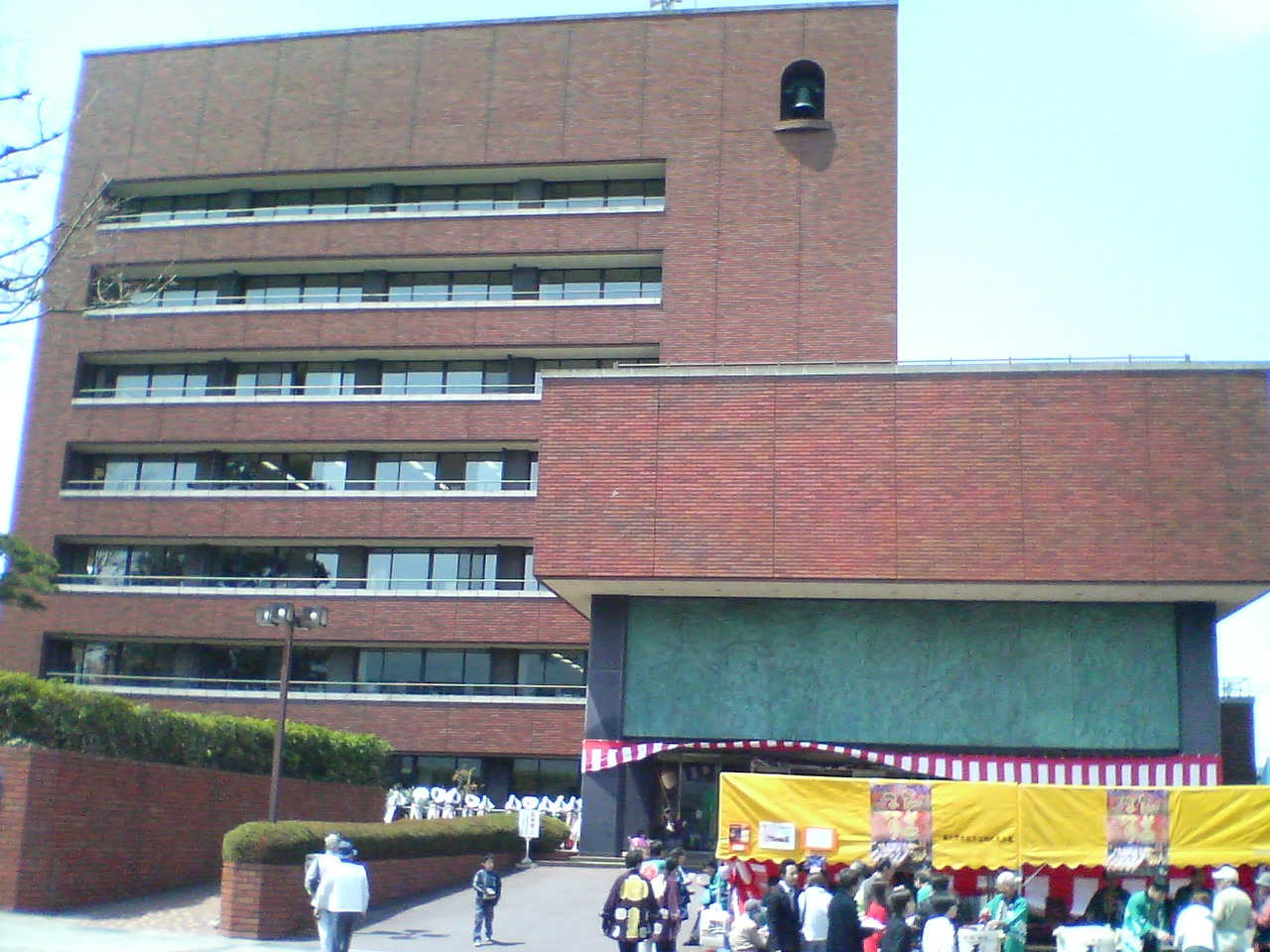
Tòa thị chính Ōshū

Ōshū (奥州市 Ōshū-shi) là thành phố thuộc tỉnh Iwate, Nhật Bản. Tính đến ngày 1 tháng 10 năm 2020, dân số ước tính thành phố là 112.937 người và mật độ dân số là 110 người/km2. Tổng diện tích thành phố là 993,30 km2.